# Villar de Cañas
Villar de Cañas é um município da Espanha na província de Cuenca, comunidade autónoma de Castilla-La Mancha, de área 70,60 km² com população de 457 habitantes (2004) e densidade populacional de 6,47 hab/km².
Existe aqui um Armazém Temporal Centralizado que funciona como um cemitério nuclear. O sector nuclear fornece energia a 20% da electricidade que se consome em Espanha. Este equipamento deveria estar em funcionamento desde 2010 mas a sua implementação tem sofrido atrasos.

## Demografia
| Variação demográfica do município entre 1991 e 2004 | Variação demográfica do município entre 1991 e 2004 | Variação demográfica do município entre 1991 e 2004 | Variação demográfica do município entre 1991 e 2004 |
| --------------------------------------------------- | --------------------------------------------------- | --------------------------------------------------- | --------------------------------------------------- |
| 1991                                                | 1996                                                | 2001                                                | 2004                                                |
| 513                                                 | 458                                                 | 432                                                 | 457                                                 |